# Joypurhat Sadar
Joypurhat Sadar è un sottodistretto (upazila) del Bangladesh situato nel distretto di Joypurhat, divisione di Rajshahi. Si estende su una superficie di 238,54 km² e conta una popolazione di  289.058 abitanti (censimento 2011).